# Julena Steinheider Duncombe
Julena Steinheider Duncombe (1911-2003) fue una científica estadounidense.

## Trayectoria
Julena nació el 21 de septiembre de 1911 en una granja Dorchester, Nebraska y creció en Goehner.
Sus padres eran Frederick y Ella Beenders Steinheider, tenía cuatro hermanos. Ella empezó a estudiar en la Universidad de Doane en Crete a la edad de 17 años y se graduó a los 21 años, de una especialización en matemáticas y un menor en la astronomía.
Ella comenzó a enseñar en una escuela, donde, con la ayuda de su familia, ella probablemente comenzó el primer programa de almuerzo escolar mediante la fijación de los almuerzos en la estufa escuela para proporcionar alimentos a los niños donde solo había palomitas de maíz para comer. Luego enseño en Minatare y Scotts Bluff y en un campo de reasentamiento japonesa en Wyoming.
En 1945 se trasladó a Washington DC para comenzar a trabajar en el Observatorio Naval de Estados Unidos (USNO). Ella fue la primera mujer de observador en el círculo de tránsito de 6 pulgadas.
Ella trabajó como observador y matemático reducción y análisis de observaciones del Sol, la Luna, los planetas y las estrellas.
En el Observatorio Naval conoció a Raynor Duncombe y se casó con él en Goehner, en enero de 1948. Ella renunció a la USNO en 1948 para ir con su marido a la Universidad de Yale.
En Yale Duncombe introdujo sistema de tarjeta perforadas en el Departamento de Astronomía.
Ray también tomó clases de grado y Julie trabajó en reducciones Catálogo astrográfico.
A su regreso a USNO en 1950 se incorporó a la Oficina Almanaque Náutico.
Ella supervisó la tarjeta perforada operado la máquina de escribir para producir tablas de posiciones de los cuerpos celestes para navegación aérea y marítima.
Con Dorrit Hoffleit dirigió el keypunching de más de 150 catálogos de estrellas, que se aproxima a 1,5 millones de tarjetas.Varios miles de erratas a los catálogos se han descubierto y corregido en las tarjetas y las versiones de cinta de los catálogos.
Esta actividad fue la base para futuras bases de datos estelares.
De 1963 fue responsable de la producción de las predicciones tabulares y mapas para los eclipses solares y lunares, que aparecieron en los almanaques y circulares especiales.
Después de 28 años en el Observatorio Naval de Estados Unidos se retiró en 1973.
En 1975, Julane Duncombe se trasladó a Austin, Texas. Allí se apoyó Ray, que fue editor ejecutivo de mecánica celeste, que actúa como editor asociado de la revista. A lo largo de su vida en Washington y Austin, la familia Duncombe eran los mejores anfitriones para huéspedes durante la noche y para las cenas.
Julie era muy experimentado en dar a los pequeños y grandes partidos de la cena para los visitantes extranjeros, personal USNO, estudiantes graduados y otros.
También organizaron la gente en su casa de montaña en Highlands, Carolina del Norte.
Julie Duncombe era un miembro de la Asociación Americana para el Avance de la Ciencia, un miembro de la Sociedad Astronómica de Estados Unidos, División de Astronomía Dinámica, Asociación Americana de Mujeres Universitarias, y el Instituto de Navegación. Ella era un autor para las mujeres que tienen carreras en matemáticas y ciencia. En 1959, el Departamento de Trabajo contó con su carrera en el USNO como un ejemplo de lo que las mujeres en el Servicio Federal podrían lograr.
En sus últimos años sufrió de la degeneración macular y la enfermedad de Alzheimer. Le sobreviven su esposo de 55 años, Raynor Lockwood Duncombe; hijastro Raynor Bailey Duncombe y la esposa Janice de Middleburg, Nueva York;nietos Raynor Luccioni Duncombe y la esposa Heidi de Charlotte, Carolina del Norte y Christina Luccioni Duncombe de Williamsburg, VA.
Julena Steinheider Duncombe murió el 13 de septiembre de 2003, sólo ocho días antes de su 92 cumpleaños.